# فريق الأسود الطائرة
فريق الأسود الطائرة للاستعراض الجوي، (بالإنجليزية: Flying Lions Aerobatic Team)‏. هو فريق أيروباتيكي لتشكيل جنوب أفريقيا. وهي تطير عرضًا هوائيًا مكونًا من أربع سفن باستخدام طائرات أمريكا الشمالية في هارفارد.

## الفريق
يقوم الفريق بتشغيل خمس طائرات، لكنه يستخدم أربعة فقط في شاشة العرض، تاركًا الخامس لاستخدامه كنسخة احتياطية. تعمل طائرات فريق الأسود الطائرة للاستعراض الجوي منذ عام 1999 عندما استلم Arnie Meneghelli طائرة Harvard بأن سلاح الجو الجنوب أفريقي قد توقف عن العمل. يشارك فريق الأسود الطائرة للاستعراض الجوي في العديد من عروض الطيران الرئيسية حول جنوب أفريقيا خلال موسم العرض الجوي.